# Serge Aurier
Serge Alain Stéphane Aurier (født 24. december 1992) er en ivoriansk professionel fodboldspiller, som spiller for Süper Lig-klubben Galatasaray og Elfenbenskystens landshold.

## Klubkarriere

### Lens
Aurier begyndte sin karriere hos RC Lens, hvor han debuterede for førsteholdet i 2009.

### Toulouse
Aurier skiftede i januar 2012 til Toulouse. Han imponerede i sin tid hos Toulouse, og blev efter 2013-14 sæsonen nomineret til den bedste unge spiller i Ligue 1. Prisen gik dog til James Rodríguez.

### Paris Saint-Germain
Aurier skiftede i juli 2014 til Paris Saint-Germain på en lejeaftale, med en mulighed for at gøre aftalen permanent. Denne mulighed blev taget i juli 2015, og skiftet blev permanent.
Aurier blev i februar 2016 suspenderet fra holdet på ubestemt tid, efter at han i en Periscope live stream havde kaldt sin holdkammerat Ángel Di María en 'klovn' og træner Laurent Blanc for 'fiotte', et fransk homofobisk begreb. Aurier blev senere tilladt tilbage på holdet, men kunne ikke holde sig ude af problemer, da han i september 2016 blev givet en 2 måneders suspenderet fængselsstraf, for at have givet en fransk politimand en albue i siden i maj af samme år, da politimanden forsøgte at tage en alkometer test på ham, da han forlod en natklub.

### Tottenham
Aurier skiftede i august 2017 til Tottenham Hotspur. Han spillede i sin tid hos Tottenham hovedsageligt som rotationspiller.
Tottenham annoncerede i august 2021 at de var blevet enige med Aurier om at afslutte hans kontrakt før tid.

### Villarreal
Efter et par måneder uden en klub, skiftede Aurier i oktober 2021 til Villarreal.

### Nottingham Forest
Aurier vendte i september 2022 tilbage til England, da han skiftede til Nottingham Forest.

### Galatasaray
Aurier skiftede i februar 2024 til tyrkiske Galatasay.

## Landsholdskarriere
Aurier debuterede for Elfenbenskystens landshold den 8. juni 2013. Han blev i 2017 gjort til anfører for landsholdet.
Han var del af Elfenbenskystens trup til VM 2014. Han har også været del af trupperne til Africa Cup of Nations 2015, 2017, 2019, 2021 og 2023.

## Titler
Paris Saint-Germain
- Ligue 1: 2 (2014-15, 2015-16)
- Coupe de la Ligue: 3 (2014-15, 2015-16, 2016-17)
- Coupe de France: 3 (2014-15, 2015-16, 2016-17)
- Trophée des Champions: 3 (2014, 2015, 2016)

Elfenbenskysten
- Africa Cup of Nations: 1 (2015)

Individuelle
- CAF Årets hold: 4 (2015, 2016, 2018, 2019)
- Africa Cup of Nations Turneringens hold: 1 (2015)
- Ligue 1 Årets hold: 2 (2013-14, 2015-16)